# Epicauta bella
Epicauta bella es una especie de coleóptero de la familia Meloidae.

## Distribución geográfica
Habita en Bolivia.